# Wuhu
Wuhu (en chino, 芜湖; pinyin, Wúhú; literalmente, ‘lago maleza’) es una ciudad-prefectura de la provincia de Anhui, en la República Popular de China. Situada en la orilla sureste del río Yangtsé. Limita al norte con Maanshan, al sur con Xuancheng, al noroeste con Chaohu y al este con la provincia de Jiangsu. Su área es de 6026 km² ² y su población total para 2020 superó los 3,6 millones de habitantes.

## Administración
La ciudad prefectura de Wuhu está conformada de 8 localidades que se administran 4 distritos urbanos y 4 condados rurales.
- Distrito Sanshan - 三山区
- Distrito Yijiang -  弋江区
- Distrito Jinghu -  镜湖区
- Distrito Jiujiang - 鸠江区
- Condado Wuhu - 芜湖县
- Condado Fanchang -  繁昌县
- Condado Nanling -  南陵县
- Condado Wuwei -  无为县

### Localidades con población en noviembre de 2010
- Fánchāng Xiàn 257,764
- Jìnghú Qū 533,330
- Jiūjiāng Qū 421,695
- Nánlíng Xiàn 404,278
- Sānshān Qū 144,378
- Wúhú Xiàn 294,039
- Wúwéi Xiàn 1,180,069
- Yìjiāng Qū 309,514

## Historia
Wuhu es conocido por haber sido habitada desde al menos 770 antes de Cristo. Se convirtió en una ciudad de importancia estratégica durante el período de los Tres Reinos (220-280 dC), cuando fue controlado por el Wu del Este. En este momento se conocía como Jiuzi (Chiu-tsé 鸠 兹). Bajo la dinastía Ming, Wuhu se convirtió en un importante puerto y centro comercial fluvial y desde entonces ha sido conocido como un centro del comercio del arroz

## Clima
Las temperaturas medias de la ciudad de Wuhu es de 3 °C para el mes más frío y 28 °C para el mes más caluroso, con un promedio anual de 16 °C (cifras de 1988 ), y la precipitación de 1183,5 mm (cifras de 1983).
| Parámetros climáticos promedio de Wuhu（1971－2000）       | Parámetros climáticos promedio de Wuhu（1971－2000） | Parámetros climáticos promedio de Wuhu（1971－2000） | Parámetros climáticos promedio de Wuhu（1971－2000） | Parámetros climáticos promedio de Wuhu（1971－2000） | Parámetros climáticos promedio de Wuhu（1971－2000） | Parámetros climáticos promedio de Wuhu（1971－2000） | Parámetros climáticos promedio de Wuhu（1971－2000） | Parámetros climáticos promedio de Wuhu（1971－2000） | Parámetros climáticos promedio de Wuhu（1971－2000） | Parámetros climáticos promedio de Wuhu（1971－2000） | Parámetros climáticos promedio de Wuhu（1971－2000） | Parámetros climáticos promedio de Wuhu（1971－2000） | Parámetros climáticos promedio de Wuhu（1971－2000） |
| Mes                                                        | Ene.                                                 | Feb.                                                 | Mar.                                                 | Abr.                                                 | May.                                                 | Jun.                                                 | Jul.                                                 | Ago.                                                 | Sep.                                                 | Oct.                                                 | Nov.                                                 | Dic.                                                 | Anual                                                |
| ---------------------------------------------------------- | ---------------------------------------------------- | ---------------------------------------------------- | ---------------------------------------------------- | ---------------------------------------------------- | ---------------------------------------------------- | ---------------------------------------------------- | ---------------------------------------------------- | ---------------------------------------------------- | ---------------------------------------------------- | ---------------------------------------------------- | ---------------------------------------------------- | ---------------------------------------------------- | ---------------------------------------------------- |
| Temp. máx. abs. (°C)                                       | 23.0                                                 | 23.9                                                 | 30.3                                                 | 33.7                                                 | 36.0                                                 | 38.2                                                 | 39.5                                                 | 39.3                                                 | 37.0                                                 | 32.2                                                 | 29.5                                                 | 22.5                                                 | 39.5                                                 |
| Temp. máx. media (°C)                                      | 11.3                                                 | 13.2                                                 | 17.9                                                 | 23.1                                                 | 27.7                                                 | 30.1                                                 | 33.2                                                 | 32.1                                                 | 28.8                                                 | 22.3                                                 | 16.2                                                 | 10.4                                                 | 22.2                                                 |
| Temp. media (°C)                                           | 3.0                                                  | 4.4                                                  | 9.1                                                  | 15.8                                                 | 20.9                                                 | 24.8                                                 | 28.3                                                 | 28.2                                                 | 23.0                                                 | 17.6                                                 | 11.3                                                 | 5.2                                                  | 16                                                   |
| Temp. mín. media (°C)                                      | -2.5                                                 | -1.4                                                 | 2.6                                                  | 9.7                                                  | 14.7                                                 | 19.5                                                 | 22.1                                                 | 21.4                                                 | 17.1                                                 | 11.6                                                 | 3.1                                                  | -2.2                                                 | 9.6                                                  |
| Temp. mín. abs. (°C)                                       | −10.8                                                | −13.1                                                | −6.0                                                 | 1.1                                                  | 7.5                                                  | 14.2                                                 | 16.9                                                 | 17.6                                                 | 12.4                                                 | 3.2                                                  | −3.1                                                 | −9.6                                                 | -13.1                                                |
| Precipitación total (mm)                                   | 42.5                                                 | 63.5                                                 | 90.2                                                 | 113.4                                                | 122.0                                                | 208.8                                                | 167.4                                                | 92.2                                                 | 99.6                                                 | 94.8                                                 | 55.5                                                 | 36.0                                                 | 1185.9                                               |
| Días de precipitaciones (≥ 1 mm)                           | 9.7                                                  | 11.5                                                 | 13.7                                                 | 13.8                                                 | 12.3                                                 | 12.7                                                 | 12.8                                                 | 10.6                                                 | 11.2                                                 | 10.1                                                 | 8.2                                                  | 7.5                                                  | 134.1                                                |
| Fuente: 中国气象局公共气象服务中心 12 de diciembre de 2012 |                                                      |                                                      |                                                      |                                                      |                                                      |                                                      |                                                      |                                                      |                                                      |                                                      |                                                      |                                                      |                                                      |